# 481

## Události
- Král Franků Chlodvík I. založil Franskou říši.
- Porážka posledních vojenských západořímských jednotek a připojení Dalmácie (provincie) k Odoakerovu Italskému království. Západořímská říše přestává definitivně existovat.

## Úmrtí
- Childerich I. – franský král z rodu Merovejců
- Theodorich Strabón – ostrogótský panovník

## Hlavy států
- Papež – Simplicius (468–483)
- Byzantská říše – Zenon (474–475, 476–491)
- Franská říše – Childerich I. (458–481) » Chlodvík I. (481–511)
- Perská říše – Péróz I. (459–484)
- Itálie – Flavius Odoaker (476–493)
- Ostrogótské království – Theodorich Veliký (474–526)
- Vizigóti – Eurich (466–484)
- Vandalové – Geiserich (428–477) » Hunerich (477–484)